# ودران یچه
ودران یچه (کرواتی: Vedran Ješe؛ زادهٔ ۳ فوریهٔ ۱۹۸۱) بازیکن فوتبال اهل کرواسی بود.
از باشگاه‌هایی که در آن بازی کرده‌است می‌توان به باشگاه فوتبال اینتر زاپرشیچ، باشگاه فوتبال دینامو زاگرب، باشگاه فوتبال بنی یهودا تل آویو، باشگاه فوتبال زاگرب، باشگاه فوتبال شیروکی بریگ، باشگاه فوتبال کاوالا، و باشگاه فوتبال تون اشاره کرد.
وی همچنین در تیم‌های ملی فوتبال زیر ۲۱ سال کرواسی و کرواسی بازی کرده‌است.